# یک جمع خوب (فیلم ۲۰۰۴)
در یک جمع خوب (به انگلیسی: In Good Company) فیلمی است محصول سال ۲۰۰۴ و به کارگردانی پال وایتز است. در این فیلم بازیگرانی همچون دنیس کواید، اسکارلت جوهانسون، توفر گریس، مارگ هلگنبرگر، کلارک گرگ، دیوید پیمر، سلما بلیر، تای بورل، فرانکی فیزن، فیلیپ بیکر هال، ایمی آکوئینو، لورن تام، کالین کمپ، زنا گری، جان چو و مالکوم مک‌داول ایفای نقش کرده‌اند.